# Xã Jonathan Creek, Quận Moultrie, Illinois
Xã Jonathan Creek (tiếng Anh: Jonathan Creek Township) là một xã thuộc quận Moultrie, tiểu bang Illinois, Hoa Kỳ. Năm 2010, dân số của xã này là 990 người.